# Сайга (огнестрельное оружие)
«Сайга» — семейство охотничьих карабинов на базе автомата Калашникова, выпускаются Концерном «Калашников». Инженерами завода создано множество различных конструкций гладкоствольного охотничьего оружия 12-го, 20-го, 345-го, 366-го и 410-го калибров, а также нарезного под патроны 5,45×39 мм, 5,56×45 мм, 7,62×39 мм, .308Win, 9х19 «Парабеллум», также были выпущены небольшие эксклюзивные мини партии под редкие советские патроны 5,6×39 мм и 9×53R мм, причём первым в серии был «Сайга-5,6» под патрон 5,6×39, выпущенный в 1974 году.

## История
Карабин «Сайга» появился в 1970-е годы. Создан на базе автомата АК/АКМ со следующими изменениями в автомате:
1. переводчик огня переделан для стрельбы одиночными, чтобы вести огонь в полуавтоматическом режиме;
2. в комплект входил магазин ёмкостью на 10 патронов;
3. на ствольную накладку крепилась фара, а в прикладе размещался аккумулятор;
4. патроны — пуля, без стального сердечника.

Первый карабин семейства «Сайга» появился в 1970-е годы. Толчком к его созданию стало обращение первого секретаря ЦК Коммунистической партии Казахстана Д. А. Кунаева к Генеральному секретарю ЦК КПСС Л. И. Брежневу с просьбой о создании оружия, с помощью которого можно было бы производить отстрел сайгаков. Дело в том, что мигрирующие сайгаки поедали и вытаптывали крупные посевы, а отряды охотников, вооружённые гладкоствольными охотничьими ружьями, не были способны бороться с животными. Тогда конструкторы «Ижмаша» начали создание охотничьих карабинов «Сайга». Четыре года конструкторы и испытатели «Ижмаша» совместно с представителями Главохоты (Главного управления охотничьего хозяйства и заповедников при республиканском Совете Министров) и местных охотоведов испытывали карабины и доводили их до совершенства, главным образом в Казахстане. После окончания разработки нового оружия было изготовлено около трёхсот карабинов модели «Сайга» под патрон 5,6×39 мм. И хотя в 1970-е [когда?] годы была сделана первая промышленная партия [сколько?] самозарядных охотничьих карабинов под патрон 5,6×39 мм, карабин ещё много лет оставался редким. 

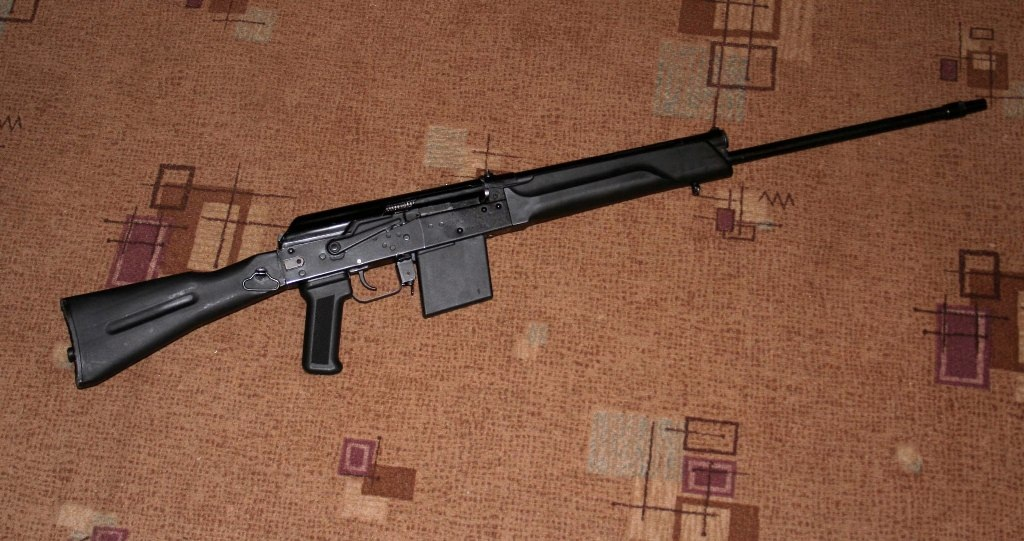
Гладкоствольное ружье «Сайга» 410С

Переломным моментом в истории карабинов семейства «Сайга» стали «лихие девяностые» — принятие новых законов, регулирующих оборот гражданского оружия, вкупе с ростом преступности породило большой спрос на мощные самозарядные ружья армейского образца. Тут-то ижевские оружейники, оставшиеся к тому же без «госзаказа», и вспомнили о «Сайге».
Начиная с 1993 года, на Ижевском машиностроительном заводе было налажено производство семейства гладкоствольных самозарядных ружей «Сайга». Задачу адаптации боевого автомата для нужд населения решалась группой инженеров-оружейников в составе Г. Н. Никонова, В. Афонина, В. Цыпко, А. Туркина, В. Абрамяна, Л. Пономарёва и В. Симоненко. В качестве боеприпаса для нового оружия был выбран достаточно экзотический для постсоветской России патрон — .410 «Магнум», имевший американское происхождение. Длина гильзы в данном случае составляет 3 дюйма (76 мм), а калибр — 410/1000 дюйма, то есть 10,2 мм. Первоначально предполагалось [кем?], что карабин будет работать с иностранными патронами, однако затем производство этого типа боеприпасов было налажено на Тульском, Краснозаводском и Барнаульском заводах.
Следующим этапом в создании семейства «гладкоствольных карабинов» стал выпуск аналогичного оружия под более мощный и традиционный для России патрон 20-го калибра. Функционально такой карабин предназначался уже не только для самообороны и спортивной стрельбы, но и для охоты на мелкого и среднего зверя, а также эффективного выполнения охранных функций.
К концу 1990-х годов [когда?]на базе компоновочной схемы автомата Калашникова был создан и гладкоствольный карабин «Сайга» под охотничий патрон 12-го калибра, ставший одним из самых мощных образцов самозарядного оружия. Интересно, что «Сайга-12» в исполнении «030» применяется не только гражданскими стрелками на соревнованиях по практической стрельбе, но и представляет серьёзный интерес для профессионалов в качестве мощного штурмового оружия. В боевом варианте она называется карабин «18,5 КС-К».

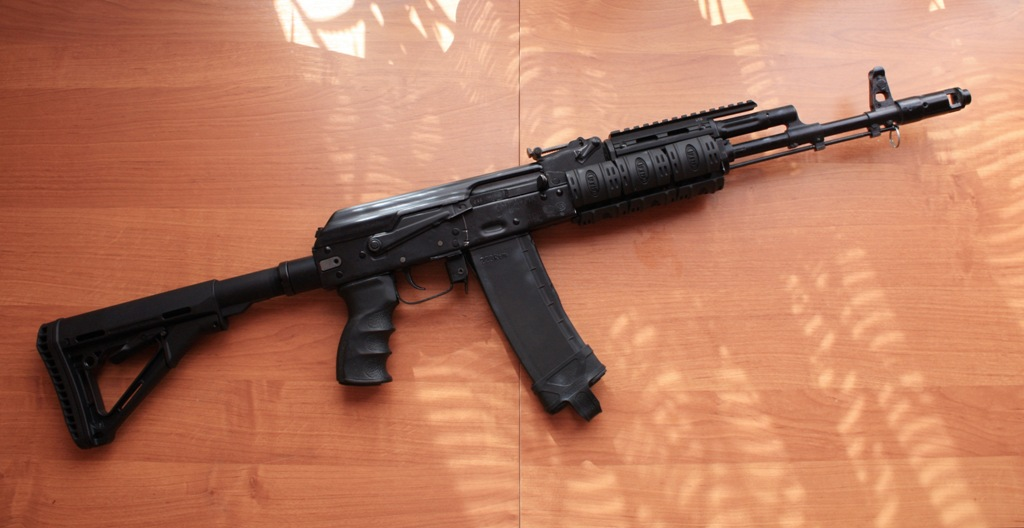
Самозарядный охотничий карабин «Сайга-МК».

Параллельно с разработкой гладкоствольных образцов конструкторы «Ижмаша» продолжали развивать и семейство нарезных охотничьих карабинов. Производство нарезной «Сайги» было восстановлено в 1992 году. Однако при всей надёжности и безотказности работы «калашниковского» механизма многие охотники отмечали, что кучность карабина оставляла желать лучшего. Действительно — трудно было ожидать снайперской точности от оружия, разработанного на базе армейского автомата. Для радикального улучшения боевых характеристик «Сайга» нуждалась в глубокой доработке. Это привело к созданию модернизированного варианта карабина «Сайга-М», ставшего родоначальником нового семейства нарезного оружия. К концу XX века завод уже выпускал целый ряд винтовок и карабинов, базировавшихся на хорошо отработанной и, безусловно, популярной схеме автомата Калашникова.
Вершиной эксплуатации имиджа легендарного «АК» стали модели, выпущенные в начале двухтысячных. Карабины под маркой «Сайга-МК» и «Сайга-МК 7,62 исполнение 30» внешне как две капли воды похожи на боевые автоматы Ак-103/101 и Ак-104/102 соответственно.
В настоящее время «Сайга» стала уже именем нарицательным. Под этой маркой концерн «Ижмаш» выпускает широкий спектр нарезного и гладкоствольного самозарядного оружия, включающего в себя как чисто охотничьи образцы, так и компактные карабины, спортивно-прикладной, тренировочной и развлекательной стрельбы. Причём оружие выпускается в широком диапазоне калибров — от нарезного 5,45 мм до гладкоствольного 12-го калибра.

## Система

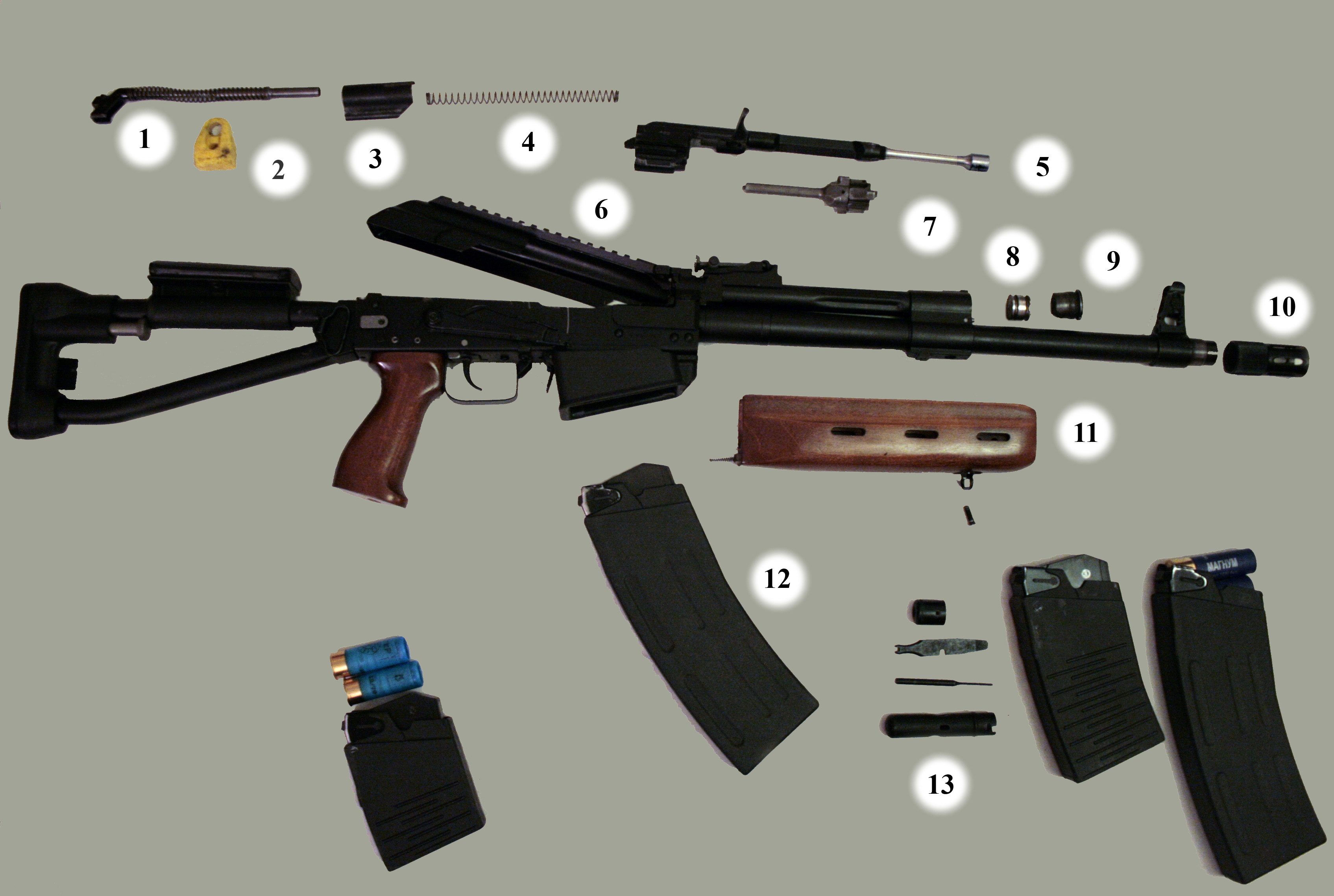
Неполная разборка ружья.1 — замок с возвратной пружиной, 2 — отбойник (опция), 3 — шторка окна выброса гильзы, 4 — возвратная пружина, 5 — затворная рама, 6 — крышка ствольной коробки, 7 — затвор, 8 — газовый поршень, 9 — газовый регулятор, 10 — насадка для защиты резьбы от повреждения, «пламегаситель», 11 — цевьё с антабкой, 12 — магазин, 13 — набор принадлежностей, сверху вниз: крышка пенала, отвёртка, выколотка, пенал

Охотничьи карабины Сайга изначально использовали в своей основе конструкцию автомата АК-74, однако со временем претерпели ряд изменений и усовершенствований, направленных на улучшение характеристик. От боевого оружия карабин отличается в первую очередь тем, что невозможно вести огонь очередями, для чего изменены некоторые детали, а именно: отсутствует механизм автоспуска, на затворной раме отсутствует прилив автоспуска, в ударно-спусковом механизме отсутствует замедлитель, изменена конфигурация курка, шептала и переводчика-предохранителя, изменена траектория подачи патронов из магазина в патронник. Кроме того, изменён узел крепления магазина к оружию, чтобы невозможно было вставлять в карабин магазин от боевого автомата, что, впрочем, решается различными тюнинговыми мастерскими в зависимости от законодательства страны использования, как путём переделки магазинов от боевого оружия, так и собственными разработками. Приклад и цевьё карабина (в зависимости от исполнения) могут быть выполнены по типу классических охотничьих ружей, либо копировать соответствующие узлы автомата Калашникова, и изготовляться из пластмассы или дерева. Возможен также вариант установки рамочного приклада по типу автомата АКс-74 или винтовки СВД-С. В случае если в исполнении карабина отсутствует пистолетная рукоятка управления огнём, а спусковой крючок и его предохранительная скоба смещены ближе к шейке приклада охотничьего типа, в спусковом механизме введена специальная тяга спуска. Ёмкость магазинов зависит от законодательства страны и типов патронов.
«Сайга» действует за счёт отвода пороховых газов через верхнее отверстие в стенке канала ствола. У нарезных вариантов газовый поршень со штоком жёстко связан с затворной рамой. Гладкоствольные варианты имеют полностью переработанный газоотводный двигатель с коротким ходом поршня. После отхода затворной рамы под действием давления газов на нужное расстояние отработанные газы выходят в атмосферу через отверстия в газовой трубке. Запирание канала ствола осуществляется поворотом затвора, при этом два боевых выступа затвора заходят в соответствующие пазы ствольной коробки. Поворот затвора производится скосом затворной рамы. Затворная рама является ведущим звеном автоматики: она задаёт направление движения подвижных частей, воспринимает большинство ударных нагрузок, в продольном канале затворной рамы помещена возвратная пружина (по аналогии с пистолетами-пулемётами иногда не совсем верно именуется «возвратно-боевой»). Рукоятка перезаряжания расположена справа и выполнена заодно с затворной рамой. При отпирании затвора движущейся назад затворной рамой происходит предварительное смещение («страгивание») находящейся в патроннике гильзы. Это способствует сбросу давления в патроннике и предотвращает разрыв гильзы при последующем извлечении даже при очень сильном загрязнении патронника. Выброс стреляной гильзы вправо через окно ствольной коробки обеспечивают установленный на затворе подпружиненный выбрасыватель и жёсткий отражатель ствольной коробки. «Вывешенное» положение подвижных деталей в ствольной коробке со сравнительно большими зазорами обеспечило надёжную работу системы при сильной загрязнённости.

## Гладкоствольные охотничьи карабины «Сайга»

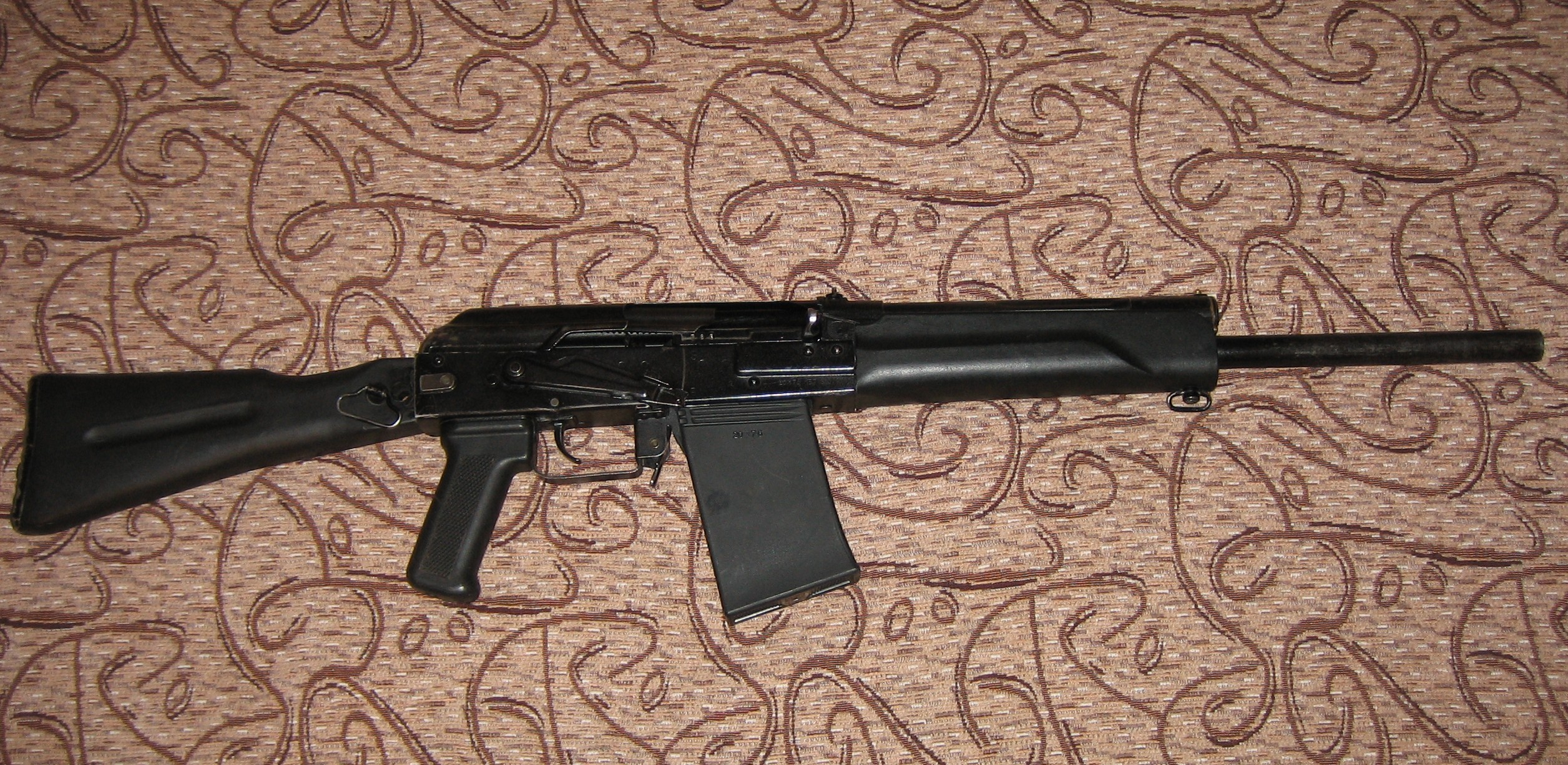
Сайга-20К

Самозарядное гладкоствольное ружьё (или гладкоствольный карабин как его именует производитель), может быть представлено в охотничьем-спортивном, охотничьем-промысловом, специальном служебном, тактическом или комбинированном исполнении.
Выпускается в вариантах под патрон 12-го (18,5 мм), 20-го (15,6 мм) и .410-го (10,2 мм) калибров.
Маркировка имеет единый способ прочтения, описывающий модификацию.
Первым указывается название семейства Сайга или Saiga в латинском написании. Через дефис указывается калибр оружия. При этом ранние модификации, не имевшие газового регулятора, могли работать в номинальных режимах только с патронами нормальной 70 мм длины и крайне нежелательным или невозможным было использование патронов «магнум» длиной 76 мм или полумагнум длиной 73 мм. Все модификации с газовым регулятором, а также новая вариация «исполнение 030», не обладающая таковым, могут работать с любым типом патронов своего калибра.
Далее идёт буквенный индекс, обозначающих стандартную комбинацию длин и типов ствола и приклада, обусловленный предполагаемым типовым применением. Отсутствие буквы означает стандартное охотничье исполнение, с длинным стволом и стандартным охотничьим прикладом. Индекс М означает наличие ортопедического приклада. Индекс С обозначает более короткий складной приклад и наличие пистолетной рукояти при тех же длинах стволов. Индекс К говорит о наличии укороченного ствола. Для соответствия Закону об Оружии приклад модификации К может быть сложен только при включённом предохранителе, что исключает готовность к стрельбе оружия длиной менее 800 мм. При попытке отключить предохранитель при сложенном прикладе или сложить приклад при отключённом предохранителе механизм оружия будет повреждён. Далее в обозначении идёт цифровой индекс, определяющий вариант дополнительных параметров. Помимо цифровых, в маркировке могут также быть использованы и буквенные индексы:
- КВ — Свидетельствует о том, что оружие было доработано до стандартов «служебного». Технически они отличаются от охотничьих образцов отсутствием блокировки и следообразованием на пуле и гильзе. Визуально их легко отличить по белому пластиковому цевью.
- EXP-01 — экспортный, «полицейский» вариант. Предназначен для органов охраны правопорядка. Вне зависимости от основного индекса длина ствола составляет 430 мм, в конструкцию введена полноценная затворная задержка, блокировка ведения огня со сложенным прикладом отсутствует. Запрещено к продаже по охотничьим лицензиям на территории РФ.

### Особенности исполнений
Существует три основных модификации, единых для всего семейства Сайга:
- Сайга (.410, 20 или 12) без буквенного индекса – это самозарядное гладкоствольное ружьё с охотничьим пластмассовыми (или деревянными) прикладом и цевьём. Длина ствола 570 (580 для 12К) или 680 мм. Прицельные приспособления — мушка и целик (либо регулируемая прицельная планка по спецзаказу) расположены над газоотводной трубкой.
- Сайга (.410, 20 или 12) с индексом С – вариант исполнения ружья со складывающимся пластмассовыми прикладом, рукояткой управления огнём (по типу автомата АК) и цевьём охотничьего типа. Длина ствола 570 (580 для 12С) или 680 мм. Прицельные приспособления — мушка и целик (либо регулируемая прицельная планка по спецзаказу) расположены над газоотводной трубкой.
- Сайга (.410, 20 или 12) с индексом К – укороченное самозарядное ружьё («гладкоствольный карабин»). Приклад и пистолетная рукоятка, а в некоторых исполнениях и цевьё, позаимствованы у Автомата Калашникова. В конструкцию введён механизм блокировки, который не позволяет снять оружие с предохранителя до тех пор, пока не будет откинут приклад. Длина ствола от 330 мм. Прицельные приспособления охотничьего или «автоматного» типа.

Помимо основных модификаций на сегодняшний день на рынке представлено огромное множество различных вариантов их исполнений:

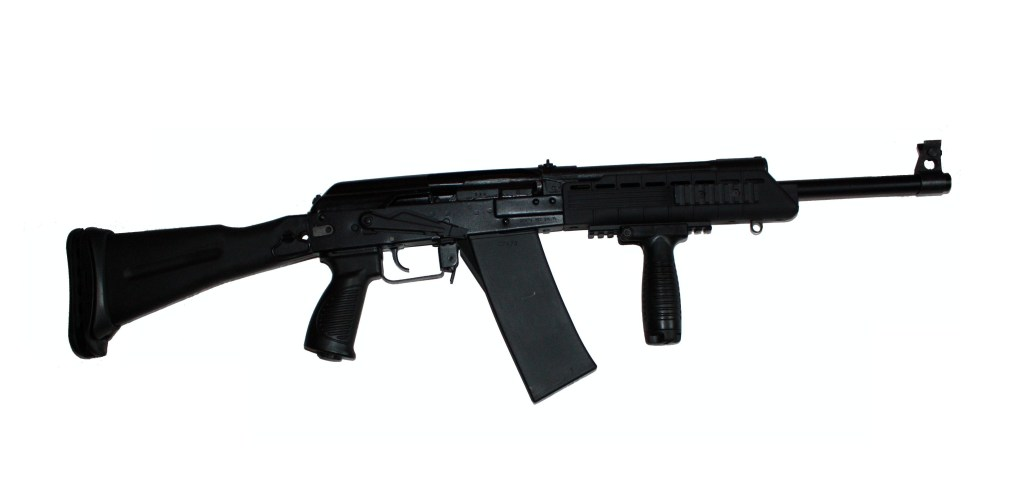
Сайга-20К в тактическом обвесе

- Сайга-410К исп. 01/02 — самозарядный гладкоствольный карабин с укороченным стволом, складывающимся пластмассовым/рамочным металлическим прикладом и пластмассовым/фанерным цевьём. Внешний вид по типу АК-74М/АК-74С. Данное исполнение разрабатывалось как «казачье», однако не получило признания в целевой аудитории из-за массы недостатков, сказывавшихся на надёжности работы автоматики. Пользуется спросом в основном для обучения, развлечения и охранных целей.
- Сайга-410К исп. 03/04 — самозарядный гладкоствольный карабин с укороченным стволом, складывающимся пластмассовым/рамочным металлическим прикладом и пластмассовым/фанерным цевьём. Внешний вид по типу малогабаритного АК «сотой серии» или АКС-74У.
- Сайга-20К исп. 04 — самозарядный гладкоствольный карабин со складывающимся пластмассовым прикладом и цевьём. Ствол укороченный, длиной 400 мм со сменными дульными насадками, прицельные приспособления — мушка-целик, с 8-местным магазином. C 2017 года ружья Сайга в 20 калибре сняты с производства.
- Сайга-20 исп. 30 — самозарядное ружьё с охотничьим быстросъёмным деревянным прикладом и цевьём, стволом длиной 680 мм со сменными дульными насадками. Прицельные приспособления — регулируемая прицельная планка. C 2017 года ружья Сайга в 20 калибре сняты с производства.
- Сайга-12 исп. 75 — самозарядное ружьё с охотничьим быстросъёмным деревянным прикладом и цевьём. Ствол длиной 580 мм со сменными дульными насадками. Прицельные приспособления — регулируемая прицельная планка.
- Сайга 12 исп. 261 — самозарядное ружьё с приёмником магазина, прикладом с поворотной щекой по типу СВД, цевьём из пластмассы. Возможна комплектация карабина охотничьим пластмассовым прикладом. Снабжён сменными дульными насадками. На ствольной коробке имеется планка для установки прицела.
- Сайга-12 исп. 278 — самозарядное ружьё с приёмником магазина, пластмассовым прикладом «по типу АК» и пистолетной рукояткой. Снабжён сменными дульными насадками.
- Сайга 12 К исп. 043 — гладкоствольный карабин с приёмником магазина, регулируемой прицельной планкой, складывающимся автоматным прикладом и цевьём из пластмассы. Карабин снабжён блокировкой, позволяющей вести стрельбу только с откинутым прикладом.
- Сайга 12 исп. 340 — гладкоствольное самозарядное ружье, адаптированное под нужды спортсменов IPSC[4].
- Сайга-12К исп. 030/12С исп. 031/12EXP-01 исп. 030 — собственно говоря, данное оружие представляет собой служебный гладкоствольный карабин «18,5 КС-К» с добавленной по требованиям законодательства РФ блокировкой стрельбы при сложенном прикладе (кроме варианта ЕХР). От обычной «Сайги-12К» данное исполнение отличается приёмником магазина, шарнирным креплением крышки ствольной коробки с установленной на ней планкой «пикатинни», складывающимся автоматным прикладом (пластмассовым или металлическим по типу СВДС) и цевьём по типу АК из пластмассы. Сайга-12К 030

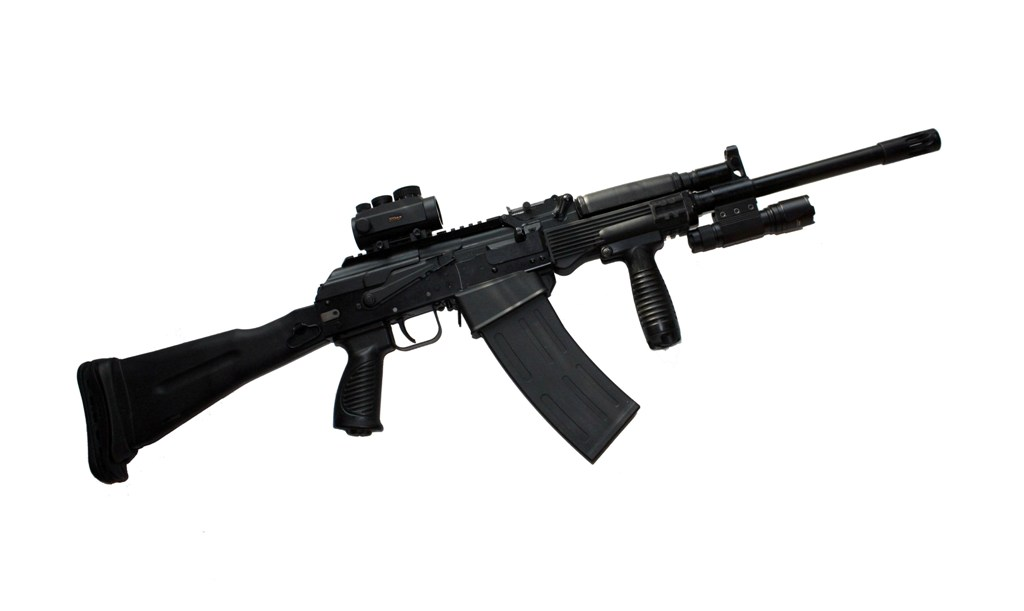
Сайга-12К 030

Разработчики позиционируют его как оружие «универсального» стрелка — одинаково хорошо приспособленное для самообороны, практической или развлекательной стрельбы и охоты на коротких дистанциях. Военное происхождение и стремление к универсализации предопределило основные плюсы и минусы модели. Из системы автоматики ружья был исключен двухпозиционный газовый регулятор (имевшийся в более ранних версиях «Сайги-12»), предназначавшийся для адаптации автоматики под патроны «Магнум» или «Спортинг». Производитель заявляет, что система автоматики ружья обеспечивает надёжную работу автоматики со всеми типами патронов, даже с «несъедобными», практически для всех полуавтоматов, травматическими патронами с двойной резиновой пулей. На практике «Сайга-12К» исп. 030 надежно работает в основном с крупными навесками от 32 гр. и выше, а миф о перезарядке «травматических» патронов остается на совести разработчиков. Ружьё хорошо приспособлено для установки максимально широкого ассортимента прицельного оборудования, и первым из серии «Сайга» штатно оборудовано монтажными планками «пикатинни». Кроме того, уже в базовой комплектации карабин укомплектован специально разработанным дульным насадком — позволяющим применять «вышибные» боеприпасы (для разрушения дверных замков, петель и т. п.) и, одновременно работающим как эффективный пламегаситель. Также возможно использование всего спектра дульных насадок семейства Сайга 12-го калибра. Особое внимание конструкторы Ижмаша уделили удобству быстрой перезарядки карабина. Помимо приемника магазина, карабин штатно оборудован автоматической затворной задержкой (сокращенно АЗЗ). Расплатой за компактность и удобство транспортировки оружия стала достаточно низкая дальность эффективной стрельбы дробью, связанная с недостаточной (по охотничьим меркам) длиной ствола и короткой прицельной линией. На дистанциях свыше 40 метров, даже с чоковой насадкой, заявленная кучность дробового заряда всё равно составляет около 40 %, в отличие от охотничьей, длинноствольной Сайги, у которой этот показатель не менее 60 %. Оружие имеет отличные показатели при стрельбе пулей на дистанциях до 50-70 метров. Ещё одним спорным моментом в конструкции карабина является отказ от традиционного бокового крепления прицельных приспособлений в пользу планки «пикатинни» на ствольной коробке.
- Сайга серии 100 — в данном варианте исполнения ствольная коробка закрыта пластмассовым кожухом, с которым плавно стыкуются приклад, цевьё и крышка ствольной коробки из пластмассы. Карабин снабжён кнопочным предохранителем. Существует исполнение с отъёмной планкой — карабин комплектуется основанием мушки с мушкой на конце ствола и отъёмной планкой, что увеличивает длину прицельной линии и повышает удобство стрельбы «навскидку». Первоначально данное исполнение предназначалось на экспорт, для того чтобы обойти запреты, установленные в некоторых странах на применение охотничьего оружия похожего на боевые аналоги.
- Сайга-410 исп. 102 — самозарядное ружьё с пластмассовым прикладом и охотничьим цевьём. Оружие снабжено удобным кнопочным предохранителем, открытый прицел состоит из целика на газовой трубке и мушки, расположенной на газовой камере. На ствольной коробке имеется унифицированная база для крепления оптического прицела. Карабин комплектуется 4-местным магазином и сменными ствольными насадками.
- Сайга-12 исп. 103 — самозарядное ружьё с пластмассовым прикладом, охотничьим цевьём и армированной пластмассовой крышкой ствольной коробки. Также снабжено удобным кнопочным предохранителем и унифицированной базой для крепления прицела. Высокая «винтовочная» мушка расположена у дульного среза.
- TG2 (ИЖ-1611, МГ10Д-1) — самозарядный гладкоствольный карабин с парадоксом под патрон 366ТКМ (кал. 9,55 мм) со складывающимся пластмассовым прикладом и пластмассовым цевьём. Разработан на базе автомата Калашникова АК103 и максимально с ним унифицирован.
- TR9 Paradox — гладкоствольный охотничий самозарядный карабин калибра 345 ТК, выполнен на базе Сайга-9 исп. 02.
- ТG2 366 Магнум — гладкоствольный охотничий самозарядный карабин, разработан на базе нарезной «Сайги-308».

Сайга «Тактика»

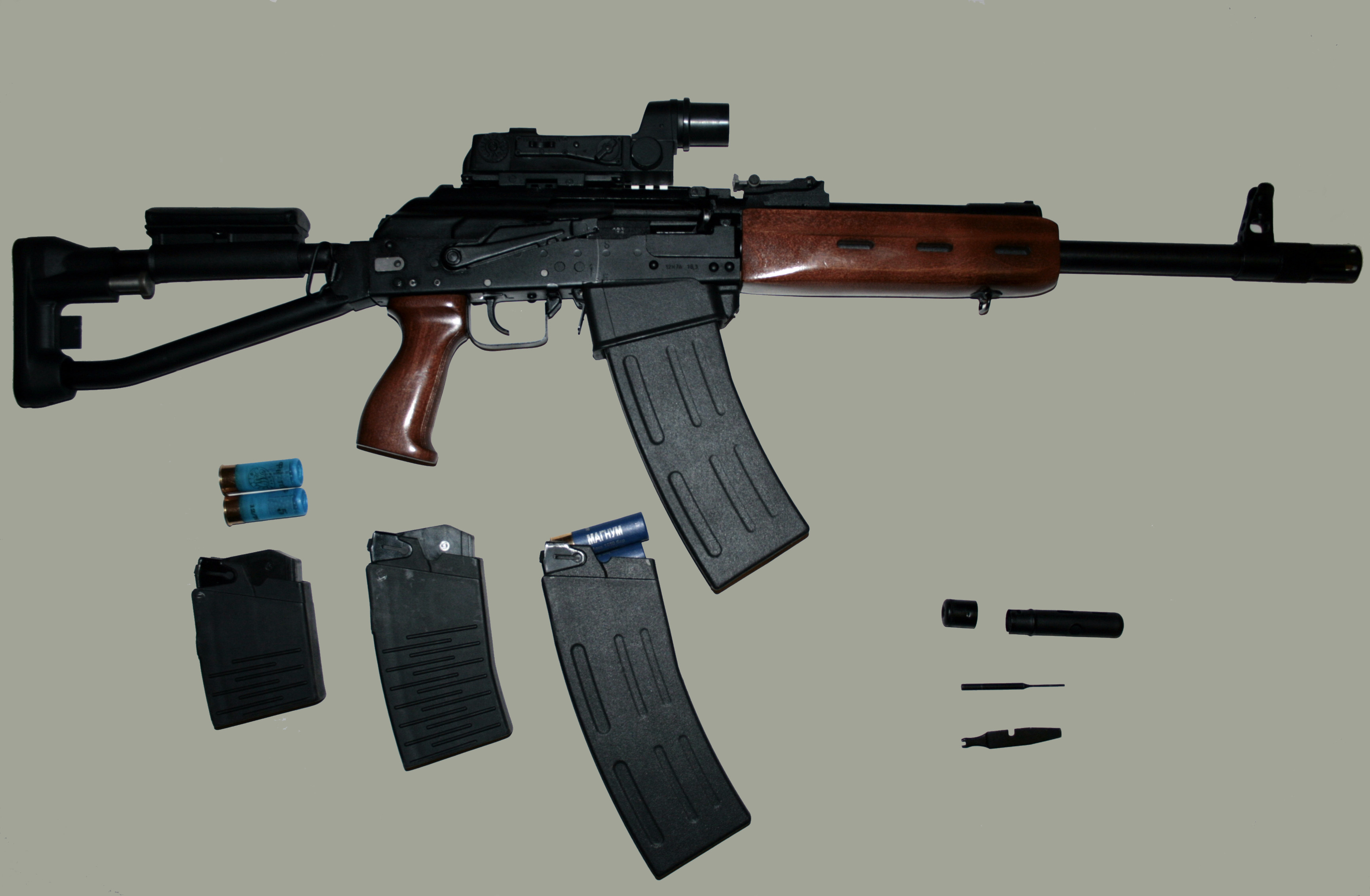
Сайга-12к «Тактика» исполнение 040 с установленным на планку «пиккатини» на ствольной коробке коллиматорным прицелом

ООО «Легион» — дочернее предприятие Ижевского Машиностроительного завода – начиная с 2000 года занимается сборкой гладкоствольных и нарезных карабинов «Сайга» с улучшенными потребительскими характеристиками, получивших общее название «Сайга Тактика». Комплекты основных частей ООО «Легион» получает непосредственно из цехов завода изготовителя, а затем, своими силами, осуществляет их сборку, доводку и даже художественную отделку (полировку, резьбу, гравировку, инкрустацию). Как и обычная Сайга, «Тактика» может быть изготовлена в одном из 3 калибров: .410, 20 или 12. Главным отличием является наличие автоматных целика и мушки на высокой стойке по аналогии с АК-47 вместо прицельной планки или низкой мушки. Существует множество вариантов исполнения «Тактики», различающихся цевьём, прикладом (в частности, могут быть использованы детали от АК-74 или СВД), прицельными приспособлениями и т. д. Длина ствола может соответствовать модификации «С» или «К».
- Одной из наиболее интересных модификаций[источник не указан 4214 дней] является Сайга 12К «Тактика» исполнение 040 (040-01 изображена на фото справа). При разработке этой модели специалисты «Легиона» пошли примерно по тому же пути, что и инженеры ИОЗа, разрабатывавшие «Сайгу» исп. 030. От стандартной «Сайги» — -12К — она отличается установленной горловиной приёмника магазина, по типу зарубежной винтовки M16, которая отсутствует на исходном автомате Калашникова. Поскольку патрон 12 калибра больше промежуточного по размеру и сильнее выступает из губок магазина, при установке магазина он упирается в нижнюю часть затвора, оказывая сопротивление защёлкиванию магазина. При наличии горловины исключается «выворачивание» магазина вбок при попытке вставить его с усилием. Крышка ствольной коробки выполнена несъёмной, она откидывается вверх на оси закреплённой под колодкой газоотводного механизма (по типу АКС-74У). Такое решение повышает жёсткость конструкции, позволяя установить на крышку универсальную планку «пиккатини» для крепления прицелов. Оружие может оснащаться как ручной, так и автоматической (в последнее время редко) затворной задержкой. Магазины от этой версии не подходят к другим вариантам «Сайги-12», кроме «исп. 030», но взаимозаменяемы с магазинами ружья «Вепрь-12», также основанного на конструкции АК и имеющего горловину для магазина. Имеется несколько вариантов этого исполнения, отличающихся типом цевья и приклада.

| Модификация                                                          | Сайга-410       | Сайга-410С      | Сайга-410К      | Сайга-12     | Сайга-12С    | Сайга-12К    | Сайга-20     | Сайга-20С    | Сайга-20К    |
| Калибр                                                               | .410" (10,4 мм) | .410" (10,4 мм) | .410" (10,4 мм) | 12 (18,5 мм) | 12 (18,5 мм) | 12 (18,5 мм) | 20 (15,6 мм) | 20 (15,6 мм) | 20 (15,6 мм) |
| Вес с пустым магазином, кг                                           | 3,4             | 3,4             | 3,2             | 3,6          | 3,6          | 3,5          | 3,5          | 3,5          | 3,2          |
| Длина в боевом положении, мм                                         | 1170            | 1080            | 840             | 1145         | 1060         | 910          | 1135         | 1050         | 910          |
| Длина co сложенным прикладом, мм (прочерк — приклад не складывается) | -               | 840             | 595             | -            | 820          | 670          | -            | 810          | 670          |
| Длина ствола, мм                                                     | 570             | 570             | 330             | 580          | 580          | 430          | 570          | 570          | 430          |

## Нарезные охотничьи карабины Сайга
Маркировка нарезных карабинов Сайга имеет единое прочтение.
Сначала идёт слово Сайга или Saiga в латинском написании, обозначающее принадлежность к семейству. Далее через дефис следует буквенное обозначение, определяющее вариант исполнения карабина. Известные индексы:
Отсутствие индекса означает первоначальный вариант карабина с длиной ствола 520 мм для калибров 5,56×45 мм, 7,62×39 мм, 5,6×39 и 555 мм для 7,62×51 мм и 9×53 мм с деревянным охотничьим прикладом.
М — модернизированный вариант карабина «Сайга» со следующими изменениями: удлинённый ствол 555 мм исполнение (только в калибрах 7,62х39 и .223Rem), затвор с тремя боевыми упорами (для калибра 7,62х39), ударно-спусковой механизм с уменьшенным усилием спуска, деревянный приклад эргономичной формы снабжён резиновым затыльником;
М1, М2, М3 — варианты исполнения карабина «Сайга-М»;
МК — вариант карабина «Сайга-М» с укороченным стволом (336 или 415 мм) и блокировкой, не позволяющей вести стрельбу со сложенным прикладом;
Далее через дефис идёт обозначение калибра:
Отсутствие индекса означает, что данный карабин выполнен под патрон 7,62×39 мм.
223 — исполнение под патрон 5,56×45 мм.
308 — исполнение под патрон 7,62×51 мм.
5,6 — исполнение под патрон 5,6×39 мм.
9 — исполнение под патрон 9×53 мм или 9,3×53R Russian по американской классификации, либо под патрон 9х19 «Парабеллум».

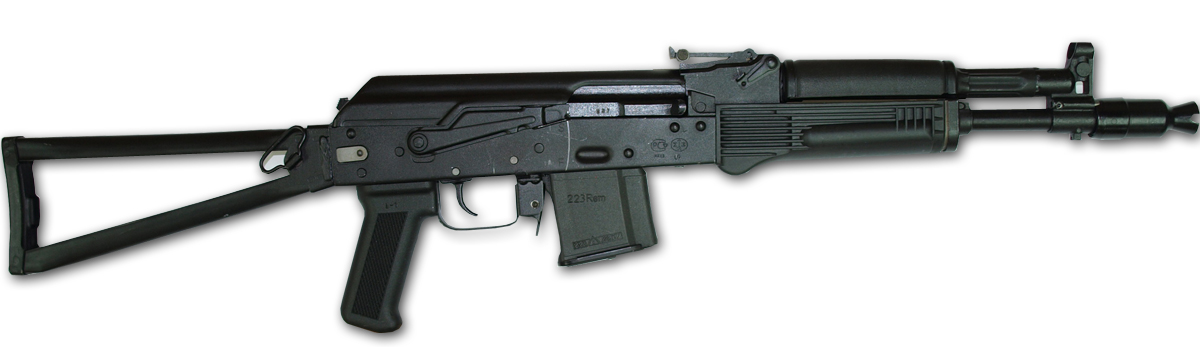
Сайга-МК-223 исп.03

Далее через пробел или дефис в случае наличия специального исполнения идёт индекс обозначающий это.
Пример такого индекса: EXP 01 — полицейское исполнение.
Иногда индекс политики ретейлера.
Пример:
Самый короткоствольный карабин из серии карабинов «Сайга» с длиной ствола 336 мм под патрон 5,56×45 мм с блокировкой стрельбы со сложенным прикладом по требованиям законодательства РФ и наличием кримметок в соответствии с ним, полностью пригодный для использования в России и популярный как оружие самообороны при полном поименовании: Сайга-МК-223 исп.03 по российской классификации и Saiga-MK-223-03 по экспортной.
Однако ателье «Легион», как и многие продавцы, обозначает его как Сайга-МК-03. Также можно встретить название Сайга-МК-223. Обозначение Сайга-МК-03 связано с маркентинговым ходом, эксплуатирующим максимальную схожесть данного карабина с автоматом АК-102/АК-104, и на основании этого выделяющего его из варианта МК в отдельный вариант МК-03. Что однако не заявляется производителем.

### Особенности исполнений
Охотничий самозарядный карабин «Сайга» производится в модификациях:
Сайга — самозарядный нарезной карабин с охотничьим прикладом и цевьём, деревянным или пластмассовым. Длина ствола — 520 мм.
Сайга исп. 02 — самозарядный нарезной карабин с охотничьим пластмассовым прикладом и коротким пластмассовым цевьём по типу АК. Ствол укороченный, 415 мм.
Сайга исп. 03 — самозарядный нарезной карабин с охотничьим прикладом и цевьём, деревянным или пластмассовым. Ствол укороченный, 415 мм.
Сайга исп. 04 — самозарядный нарезной карабин, органы управления огнём (рукоятка, цевьё, накладка газовой камеры и постоянный приклад) выполнены по типу автомата АК-74 из дерева или пластика. Ствол укороченный, 415 мм, пламегаситель охотничьего типа.
Охотничий самозарядный карабин Сайга-М — под патрон 7,62×39 мм, выполненный на базе АКМ, с постоянным охотничьим (деревянным или полиамидным) прикладом, снабжённым резиновым затыльником, охотничьим (деревянным или полиамидным) цевьём, и колодкой мушки с коротким щелевым пламегасителем.
Сайга-М исп. М-1 — самозарядный нарезной карабин с охотничьим быстросъёмным прикладом и цевьём (деревянные или пластмассовые).
Сайга-М исп. М-2 — самозарядный нарезной карабин с ортопедическим деревянным прикладом, резиновым затылком и цевьём.
Сайга-М исп. М-З — самозарядный нарезной карабин со складывающимся пластмассовым прикладом и цевьём по типу АК. Колодка мушки с коротким щелевым пламегасителем при длине ствола 555 мм или с длинным щелевым пламегасителем при длине ствола 520 мм (для «Сайга-МЗ» исп. «01»). По спецзаказу может быть установлена колодка мушки с дульным тормозом-компенсатором. При замене штатных пластиковых органов управления (рукоятка, цевьё, накладка газовой камеры и приклад) на соответствующие запчасти от макета массогабаритного (ММГ) РПК-74 и установки сошек, можно добиться почти полного внешнего соответствия с этим оружием.
Сайга-M исп. М-3 «Практика» – имеет складывающийся приклад с регулируемым затылком и поворотной щекой (по типу СВДс). Для установки оптических и коллиматорных прицелов, а также лазерных целеуказателей, помимо штатной боковой планки на ствольной коробке, на крышке ствольной коробки имеется планка «Пикатинни». На карабине имеется направляющая горловина для быстрой смены магазина. Защёлка магазина и предохранитель выполнены с возможностью управления ими без снятия руки с рукоятки управления.

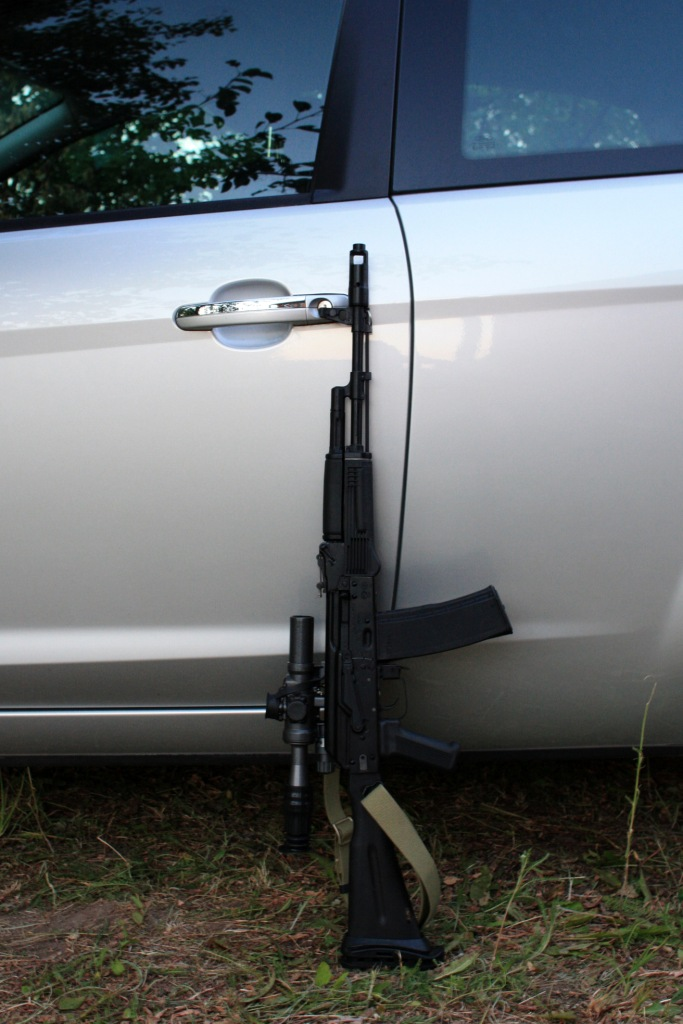
Сайга-МК кал. 223 Rem с оптическим прицелом

Сайга-МК — охотничий самозарядный карабин, выполненный на базе АК-74М и его дальнейших модификаций АК-101 / АК-103, под патроны 5,45х39 мм; 5,56×45 мм и 7,62×39 мм соответственно. В варианте исполнения «01» карабин комплектуется чёрными, полиамидными органами управления огнём (приклад, рукоятка, цевьё и ствольная накладка) применяющимися на Автоматах Калашникова «сотой» серии. Для любителей классических Калашниковых выпускается карабин «Сайга МК исп. 02». В нём органы управления позаимствованы от автомата АКс-74 (металлический, складной приклад «рамочного типа», деревянные цевьё и ствольная накладка, рукоятка управления огнём, выполненная из коричневого пластика). В зависимости от партий, карабин может комплектоваться имитатором ДТК, или коротким пламегасителем охотничьего типа. На некоторых экземплярах карабинов встречаются элементы присущие боевым автоматам — ствольные коробки с гравировкой АВ/ОД и выштамповкой под ось автоспуска, газовые трубки с отверстиями газосброса, крышки ствольных коробок с рёбрами жёсткости и др. Как правило эти детали являются «некондицией» от военной сборки. Ряд Ижевских фирм (как правило тесно связанных с Ижмашем) предлагают под заказ изготовить карабины, максимально унифицированные по внешнему виду с боевым прототипом, но в то же время полностью соответствующие ограничениям, установленным действующим законом «Об оружии».
С 2017 года в серийном производстве остались лишь карабины «Сайга МК исп. 30» с длиной ствола 415 мм и «Сайга МК исп. 33» с длиной ствола 341 мм под патроны 7.62х39 и 5.45х39, а также варианты "Сайга МК" с длиной ствола 415 мм и «Сайга МК исп. 03» с длиной ствола 341 мм под патрон 223 Remington.
Карабины «Сайга МК» исполнения 30 и 33, как в калибре 5,45 мм, так и 7,62 мм, имеют направляющую патрона (т. н. «сухарь» / рампа подачи), съёмный пламегаситель на резьбе М24х1.5 без фиксирующего штифта, рычаг предохранителя с дополнительным выступом, боковую планку для установки кронштейнов оптических прицелов, планки Пикатинни в правой и нижней частях пластикового цевья, толщину слоя хромирования канала ствола 50 микрон. Прицельная планка у карабинов исполнения 30 выполнена с разметкой до 1000 метров, у карабинов исполнения 33 — с разметкой до 500 метров.
Сайга М3 EXP 01 — предназначен для охранной деятельности, конвойных подразделений и служб охраны правопорядка. Карабин создан на базе «полицейских» модификаций автомата Калашникова Ак-103-1 / Ак-101-1 (индекс 1 обозначает отсутствие возможности стрельбы очередями) и обладает высокой надёжностью в самых сложных условиях работы. Данная модификация не подпадает под ограничения, установленные в отношении охотничьего оружия действующим законом «Об оружии», и продаётся только по спец. разрешениям.
Сайга-5,6 — первая модель карабина семейства Сайга. Выпускались с 1974 года в вариантах Сайга-5,6 и Сайга-5,6С ограниченной серией под советский охотничий патрон 5,6×39 мм. Выпуск прекращён из-за сложностей с боеприпасом (слишком большой скос «бутылочной» гильзы препятствовал надёжной работе автоматики) и отсутствием спроса.
Сайга-308 — карабин калибра .308 win (7,62х51 НАТО). Критикуется некоторыми охотниками за меньшую, по сравнению с основной массой автоматических ружей этого калибра, прицельную дальность стрельбы, однако пользуется популярностью для видов охоты, где важна возможность быстрого повторного выстрела на малых и средних дистанциях, а также высокая надежность. С 2017 года серийно производятся только варианты Сайга-308 исп. 46 и Сайга-308 исп. 61, выполненные в стиле автоматов Калашникова «сотой» серии, со складными пластиковыми прикладами и пластиковой фурнитурой и стволами длиной 350 и 415 мм соответственно.
Сайга-308-1 исп. 21 — самозарядный нарезной карабин с ортопедическим деревянным прикладом (с вырезом под большой палец) и цевьём. Снят с производства.
Сайга 308-1 исп. 34 — самозарядный нарезной карабин с рукояткой управления, пластмассовым цевьём и пластмассовым нескладывающимся прикладом по типу АК, газовая камера совмещена с основанием мушки, надульник отсутствует. Снят с производства.
Сайга-308-1 исп. 100 — самозарядный нарезной карабин с пластмассовым прикладом. Цевьё состоит из двух пластмассовых накладок, крышка ствольной коробки выполнена из армированной пластмассы, ствольная коробка закрыта пластмассовым кожухом. Кнопочный предохранитель, 3-местный магазин. Снят с производства.
Сайга 308-1 с цельной деревянной ложей — развитие карабинов «Сайга» серии 100. Ствол со ствольной коробкой уложен в единую деревянную ложу. Карабин выпускается по особому заказу в штучном исполнении.

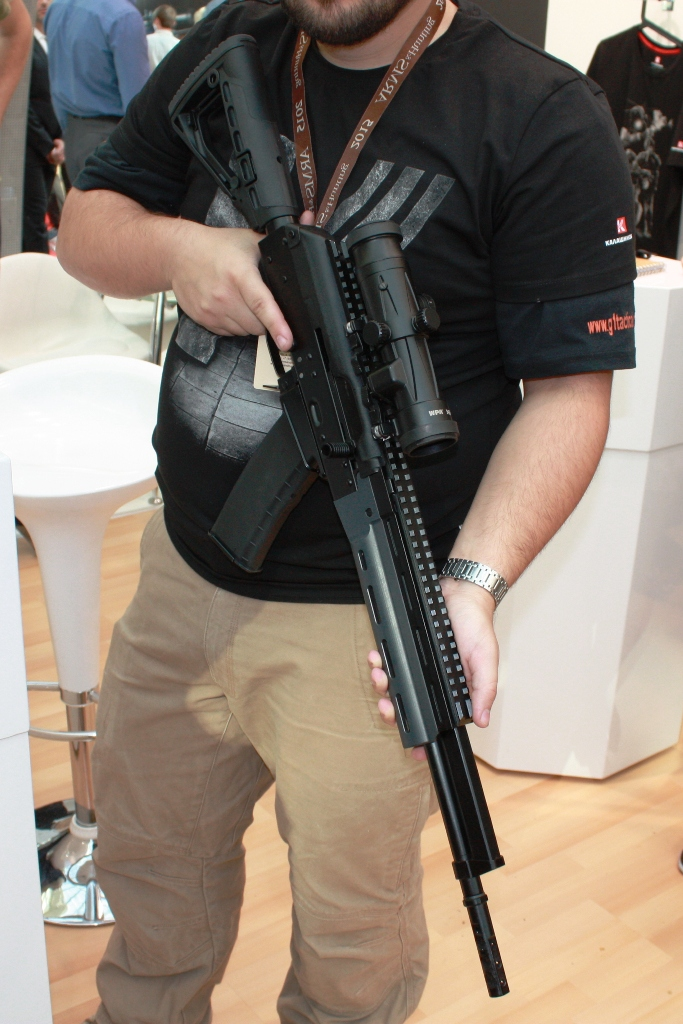
Один из прототипов карабина SR1

Сайга-9 — ограниченная серия нарезных карабинов «Сайга» под патрон 9×53 мм. Использование этого карабина представляет весьма определённые трудности, вызванные дефицитом доступных отечественных боеприпасов (НПЗ) родного калибра и необходимостью подбора и переделки западных боеприпасов. В частности использование 9×53R (Finnish) хотя и возможно, но сопряжено с изменением показателей работы карабина ввиду того, что финский патрон Sako 9.3х53R мощнее отечественного 9.3х53 примерно на 20 %. Стоимость импортного патрона в 10 раз выше стоимости патрона Новосибирского патронного завода.
Сайга-9 калибра 9х19 — серия нарезных карабинов Сайга под патрон 9x19 Парабеллум, выполнена на базе пистолета-пулемёта ПП-19-01 Витязь-СН. В отличие от остальных карабинов семейства «Сайга», функционирует по схеме автоматики со свободным затвором, газоотводная трубка на данном оружии является направляющей затвора. В соответствии с оружейным законодательством РФ, ствол удлинен до 367 мм, ёмкость магазина ограничена 10 патронами, УСМ допускает ведение стрельбы только одиночными выстрелами и исключает возможность производства выстрела со сложенным прикладом. Предлагаются экспортные варианты под патрон 9×21 мм. В 2017 году Концерн «Калашников» представил спортивный вариант карабина Сайга-9 исп. 02, основными отличиями которого от базовой версии является наличие длинного «спортивного» цевья под соответствующий хват и регулируемого по длине телескопического приклада.
SR1 — проект перспективного самозарядного карабина, выполнен на базе модели АК-107 со сбалансированной автоматикой и рассчитан скорее на стрелков-спортсменов. Ранее был известен под именем Сайга-107. С 2018 года производился мелкосерийно. Минимальный рыночный спрос и проблемы с кучностью стрельбы, привели к закрытию проекта.
АК TR3 — карабин калибров 5,45×39 мм, 7,62x39 мм и .366 ТКМ, выполнен на базе АК-12. Ранее был известен под названием Сайга-АК12.

## В популярной культуре

### Игры
| Название игры                         | Модели                          | Отличие от реальности | Дополнительно |
| ------------------------------------- | ------------------------------- | --- | ------------- |
| Arena Breakout Infinite               | Сайга-12К                       | | -             |
| ArmA 2                                | Сайга-12К                       | | -             |
| Серия игр Battlefield                 | Сайга-12К, Сайга-20К, Сайга-308 | | -             |
| Серия игр Call of Duty                | Сайга-12К                       | В Black Ops II именуется как S12. В Online и именуется как GPAS-12. В Modern Warfare Remastered именуется как Kamchatka-12. | -             |
| Contract Wars                         | Сайга-12К                       | | -             |
| Escape from Tarkov                    | Сайга-12К, Сайга-9              | | -             |
| Girls' Frontline                      | Сайга-12                        | | -             |
| Grand Theft Auto V                    | Сайга-12К                       | Сайга-12К именуется как Heavy Shotgun                                                                                       | -             |
| Payday 2                              | Сайга-12К, Spike X1S            | Сайга-12К именуется как IZHMA 12G, Spike X1S именуется как Grimm 12G                                                        | -             |
| Playerunknown's Battlegrounds         | Сайга-12К                       | Сайга-12К именуется как S12K                                                                                                | -             |
| Stalker Online Stay Out               | Сайга-12К                       | Сайга-12К именуется, как Сайга 12К исп. 010                                                                                 |               |
| Survarium                             | Сайга-12К                       | | -             |
| Tactical Ops: Assault on Terror       | Сайга-12К                       | Сайга-12К именуется как AS-12                                                                                               | -             |
| Серия игр Tom Clancy’s Ghost Recon    | Сайга-12К                       | В Ghost Recon Wildlands именуется как SASG-12                                                                               | -             |
| Tom Clancy's Rainbow Six: Siege       | Сайга-12К                       | Сайга-12К именуется как SASG-12                                                                                             | -             |
| Tom Clancy's Splinter Cell: Blacklist | Сайга-12К                       | Сайга-12К именуется как SASG-12                                                                                             | -             |
| Серия игр Tom Clancy’s The Division   | Сайга-12К                       | Сайга-12К именуется как SASG-12                                                                                             | -             |
| Warface                               | Сайга-12K, Spike X1S, AKU-94    | Сайга-12K именуется как Сайга Spike X1S именуется как Сайга Spike AKU-94 именуется как Сайга-12С                            | -             |
| Серия игр Watch Dogs                  | Сайга-12К                       | Сайга-12К именуется как SGR-12                                                                                              | -             |
| Мародёр                               | Сайга-12К                       | | -             |
| Metro: Last Light                     | Сайга-12                        | | -             |
| Metro Redux                           | Сайга-12                        | | -             |
| Dayz                                  | Сайга-12                        | Сайга-12 именуется как Vaiga                                                                                                | -             |